# Линейни кораби тип „Колосус“
Колосус (на английски: Colossus) са серия от два британски линейни кораба: Colossus и Hercules, построени през 1910 г. Първоначално корабите трябва да са еднотипни на линкора Neptune, обаче получават по-мощна броня и се определят като отделен тип. Последните дредноути в Кралския флота, въоръжени с 12-дюймови (305-мм) оръдия. След тях флота построява първите си „супердредноути“ – линкорите от типа „Орион“ с 13,5-дюймови (343-мм) оръдия. Като кораби от Първата световна война, съгласно Вашингтонската конференция, са предадени за скрап.

## Конструкция
При разработката на този тип лордовете на Адмиралтейството отчитат уязвимостта на капиталните британски кораби срещу снарядите на най-новите немски 305-мм оръдия. Така, дебелината на главния пояс се връща към 11-дюймовата (280 мм) дебелина на „Дредноут“, като следствие е съкратена вътрешната им защита. Върху конструкцията също повлиява способността на американските линкори от типа „Делауеър“ да дават бордов залп от десет оръдия. От конструкцията е изключена гротмачтата, което позволява да се икономисат 50 тона високо разположено тегло. Съхранено е неудачното разположение на фокмачтата зад предния комин, предизвикващо нарекания още от времената на „Дредноут“. Задимлението на мачтата, пречещо на работата на артилеристите, само се усилва поради нарастващата мощност на механизмите на новите линкори. През същата година Парламента одобрява проекта за линкорите от типа „Орион“ с увеличен главен калибър.

### Силова установка
Машинното отделение за първи път е разделено на три отсека вместо на два. Счита се, че това ще помогне да се съхрани устойчивостта при попадане на вода през повредените прегради. Двигателната установка основно повтаря поставените на предходните типове дредноути, новост е само разполагането на оборудване в централното машинно помещение, осигуряващо независимата работа на турбините на крайцерски ход.

### Въоръжение
Основното въоръжение остава същото, като на „Нептун“, с изключение на намаляването на ъгъла на въртене на кулите за съхраняване на палубното пространство, позволяващо да се удължи предната надстройка и по-удачно да се разположи спомагателното въоръжение.

#### Главен калибър
12-дюймовите (305-мм) оръдия са поставени, също както е на „Нептун“, в пет кули с по две оръдия. Две кули в средната част на кораба са разнесени към бордовете, а двете задни – линейно-терасовидно. Това разширява сектора за стрелба на отделните кули и, по такъв начин, увеличава общата мощ на залпа в сравнение с предходните типове линкори.

#### Спомагателно въоръжение
С тази серия линкори калибъра на торпедните апарати е увеличен от 457-мм до 533-мм. 16 4-дюймови (102-мм) противоминни оръдия са разположени в отделни кулички, встроени в надстройката. През 1917 г. са свалени три оръдия за въоръжение на съпровождащи кораби. В замяна са поставени две зенитни оръдия.

### Брониране
Бронята е изменена в сравнение с „Нептун“. Дебелината на бордовата броня е увеличена, но краищата на кораба вече нямат брониране. Построени са четири (вместо две) бронирани напречни прегради. В подводната защита, за разлика от „Нептун“, минават без пълна противоторпедна преграда, с малки локални противоторпедни прегради са защитени само артилерийските погреби.
На британските дредноути главният броневи пояс се състои от две линии с променлива дебелина: долен, разположен по цялата КВЛ, и горен, разположен над долния и обхващащ крайните барбети. На „Колосус“ и „Херкулес“ главният броневи пояс има дебелина 203-279-203 мм, предната част на пояса 178 – 63 мм, задната 63 мм. Главната палуба има дебелина 32 мм, средната: плоската част и скосовете 44 мм, долната 75 – 38 мм.

## Представители
- „Колосус“ е спуснат на вода на 9 април 1910 г. от стапелите на корабостроителницата „Скот“ в Грийнок (Шотландия). Влиза в строй на 8 август 1911 г. По време на Първата световна война е в състава на Гранд Флийт, оглавявайки през 1916 г. 2-ри дивизион на 1-ва линейна ескадра. По време Ютландското сражение получава 2 повреди със средна тежест. От 1919 г. става учебен кораб на кадетското училище и известно време е боядисан в черно-белите цветове на викторианската епоха. През 1923 г. е изведен от експлоатация и поставен на стоянка. През 1928 г. е продаден за утилизация.
- „Херкулес“ е спуснат на вода на 10 май 1910 г. от стапелите на корабостроителницата „Палмер“ в Яроу в Нюкасъл. По време на Първата световна война е в състава на Гранд Флийт, участва в Ютландското сражение. През 1918 г. докарва комисията на съюзниците за сключване на примирието в Кил. От 1919 г. влиза в състава на резерва на флота. През 1922 г. е продаден за утилизация.

## Оценка на проекта
|                                      | „Нептун“ · Великобритания | „Колосус“ · Великобритания | „Флорида“ · САЩ          | „Остфрисланд“ · Германия         | „Кавачи“ · Япония                                   |
| ------------------------------------ | ------------------------- | -------------------------- | ------------------------ | -------------------------------- | --------------------------------------------------- |
| Година на залагане                   | 1909                      | 1909                       | 1909                     | 1908                             | 1909                                                |
| Година на влизане в строй            | 1910                      | 1911                       | 1911                     | 1911                             | 1912                                                |
| Водоизместимост, нормална, т         | 19 900                    | 19 995                     | 22 174                   | 22 806                           | 21 156                                              |
| Пълна, т                             | 22 000                    | 23 063                     | 23 400                   | 24 700                           | 23 266                                              |
| Тип СУ                               | ПТ                        | ПТ                         | ПТ                       | ПМ                               | ПТ                                                  |
| Мощност, к.с.                        | 25 000                    | 25 000                     | 28 000                   | 28 000                           | 25 000                                              |
| Максимална скорост, въз.             | 21                        | 21                         | 20,75                    | 20,5                             | 20                                                  |
| Далечина, мили (на скорост, въз.)    | 6330 (10)                 | 6680 (10)                  | 6680 (10)                | 5500 (10)                        | 2700 (18)                                           |
| Брониране, мм                        |                           |                            |                          |                                  |                                                     |
| Пояс                                 | 254                       | 279                        | 279                      | 300                              | 305                                                 |
| Палуба                               | 45 – 100                  | 45 – 100                   | 35 – 63                  | 55 – 80                          | 30                                                  |
| Кули                                 | 279                       | 279                        | 305                      | 300                              | 280                                                 |
| Барбети                              | 254                       | 279                        | 254                      | 300                              | 280                                                 |
| Рубка                                | 279                       | 279                        | 292                      | 300                              | 254                                                 |
| Схема на разполагане на въоръжението |                           |                            |                          |                                  |                                                     |
| Въоръжение                           | 5×2×305/50 16×1×102 3 ТА  | 5×2×305/50 16×1×102 3 ТА   | 5×2×305/45 16×1×127 2 ТА | 6×2×305/50 14×1×150 14×1×88 6 ТА | 2×2×305/50 4×2×305/45 10×1×152 8×1×120 12×1×76 5 ТА |